# ITIN
Học viện Tin học, Mạng máy tính và Hệ thống thông tin (gọi tắt là ITIN) là một trường dạy nghề cao cấp tại Cergy-Pontoise, Pháp.
Trường được thành lập tại Cergy, Pháp, năm 1988, dưới chữ ký của René Monory, Cục trưởng Bộ Giáo dục Pháp. Năm 2005, trường đã mở thêm cơ sở thứ hai tại Pontoise, Pháp.

## Thông tin hành chính:

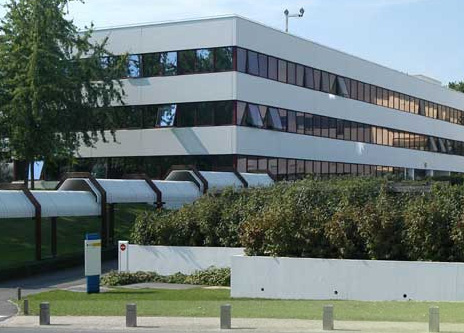
Khung canh ITIN

- ITIN trực thuộc Phòng Thương mại và Công nghiệp Versailles-Val-d'Oise-Yvelines[1].
- Trường được hỗ trợ bởi quỹ từ Hội đồng Vùng Île-de-France[2], từ Thuế dạy nghề và từ các công ty cộng tác.
- Bằng được cấp bởi ITIN đã được đăng ký tại Cục lưu văn bằng Quốc gia Pháp[3]. Được Cục Quản lý kiểm tra dạy nghề[4] (trực thuộc Bộ Giáo dục Quốc gia) và Hội đồng văn bằng Quốc gia Pháp kiểm tra chất lượng[5].

## Lĩnh vực
- Hệ thống thông tin
- Viễn thông
- Mạng máy tính
- Kinh doanh tin học

## Quốc tế

### Trao đổi với các trường
- Đại học Kemi-Tornio, Phần Lan
- Đại học Hoa Sen, Việt Nam
- Đại học Kharkiv, Ukraina
- Đại học Seinäjoki, Phần Lan
- Đại học Laval, Canada
- Đại học Babes-Bolyai, Cluj, România

### Bằng hợp tác
- European Master in Interactive Miltimedia (EMIM) – Cử nhân tác động truyền thông đa phương tiện châu Âu